# Disaster (chanson)
Singles par JoJo
Anything
(2007) Demonstrate
(2012)
Disaster est une chanson de la chanteuse américaine JoJo sortie le 6 septembre 2011.

## Accueil
« Disaster » est une chanson enregistrée par l'artiste américaine JoJo pour son troisième album studio, alors intitulé Jumping Trains. La chanson a été écrite par Gino Barletta, avec JoJo, Marc Himmel et Mario Marchetti. La chanson a été produite par Mario Marchetti. "Disaster" a été créé en tant que premier single de l'album à la radio américaine le 29 août 2011 via Interscope Records et il a été mis à disposition en téléchargement numérique le 6 septembre 2011. Musicalement, "Disaster" est une ballade pop rock à mi-tempo. Les paroles de la chanson décrivent une relation qui est passée d'heureuse et heureuse à tumultueuse et désastreuse.
La chanson a reçu des critiques généralement positives de la part des critiques de musique contemporaine, qui ont noté ses similitudes avec le single de JoJo de 2006, "Too Little Too Late", et "Battlefield" de Jordin Sparks .Cependant, la chanson a également été critiquée pour ne montrer aucune progression après une interruption de cinq ans. Le single a fait ses débuts au numéro 87 du Billboard Hot 100 , donnant à JoJo son premier single depuis "Too Little Too Late". Le single a également figuré sur le Billboard Pop Songs , culminant au numéro 29.
Le clip vidéo d'accompagnement de la chanson a été réalisé par Benny Boom et tourné au centre-ville de Los Angeles . Il a été créé sur le site officiel de JoJo le 1er novembre 2011 et rendu disponible pour visionnement sur Vevo le 2 novembre 2011

## Clip
Le clip de "Disaster" a été réalisé par Benny Boom et l'acteur anglais Rafi Gavron a été choisi pour dépeindre son amour. La vidéo a été tournée le 14 septembre 2011 au centre-ville de Los Angeles. Dans une interview avec Idolator.com, elle a déclaré qu'elle "... voulait montrer un amour jeune et fou et à quel point il peut être passionné - comment vous vous y laissez emporter, et c'est génial et c'est amusant et sexy ... Cette vidéo est un peu rock and roll. C'est coloré". Le 11 octobre 2011, JoJo a visionné la vidéo et interviewé avec FuseTV où nous la voyons interpréter la chanson avec son groupe et des gros plans d'elle interprétant la chanson dans un lieu de type entrepôt.